# Mitella stauropetala
Mitella stauropetala är en stenbräckeväxtart som beskrevs av Charles Vancouver Piper. Mitella stauropetala ingår i släktet Mitella och familjen stenbräckeväxter. Utöver nominatformen finns också underarten M. s. stenopetala.